# Stockhornbiwak
Das Stockhornbiwak ist eine Schutzhütte des Schweizer Alpen-Clubs Sektion Blümlisalp  in den Walliser Alpen im Kanton Wallis in der Schweiz.

## Lage und Betrieb
Das Biwak steht am Fuss des Stockhorn-Südgrates des Bietschhornmassivs im Baltschiedertal auf  2598 m ü. M.. Es wird von der Sektion Blümlisalp  des Schweizer Alpen-Clubs betrieben und ist nicht bewartet.

## Geschichte
Das Biwak wurde 1974 errichtet und gleicht einer Raumfahrtkapsel. Es bietet 18 Übernachtungsplätze und ist gemütlich und zweckmässig eingerichtet. Essen und Getränke müssen selber mitgebracht werden. Die Aussicht gegen Süden in die Walliser Hochalpen reicht vom  Weissmies bis zum Weisshorn (Wallis). 
Es dient hauptsächlich als Ausgangspunkt für die klassische Klettertour über die fünf Türme des Stockhorn-Südgrates.

## Zustiege
- Von Ausserberg durch den Felsriegel oberhalb von Martischipfa via Hohbitzu und über einen leichten Klettersteig (blau-weiss) zum Biwak (Normalroute) in  6 ½ Stunden, 1600 Höhenmeter, Schwierigkeitsgrad T5.

## Touren
- Stockhorn (3212 m ü. M.)
- Wiwanni-Klettersteig